# Thibault Verny

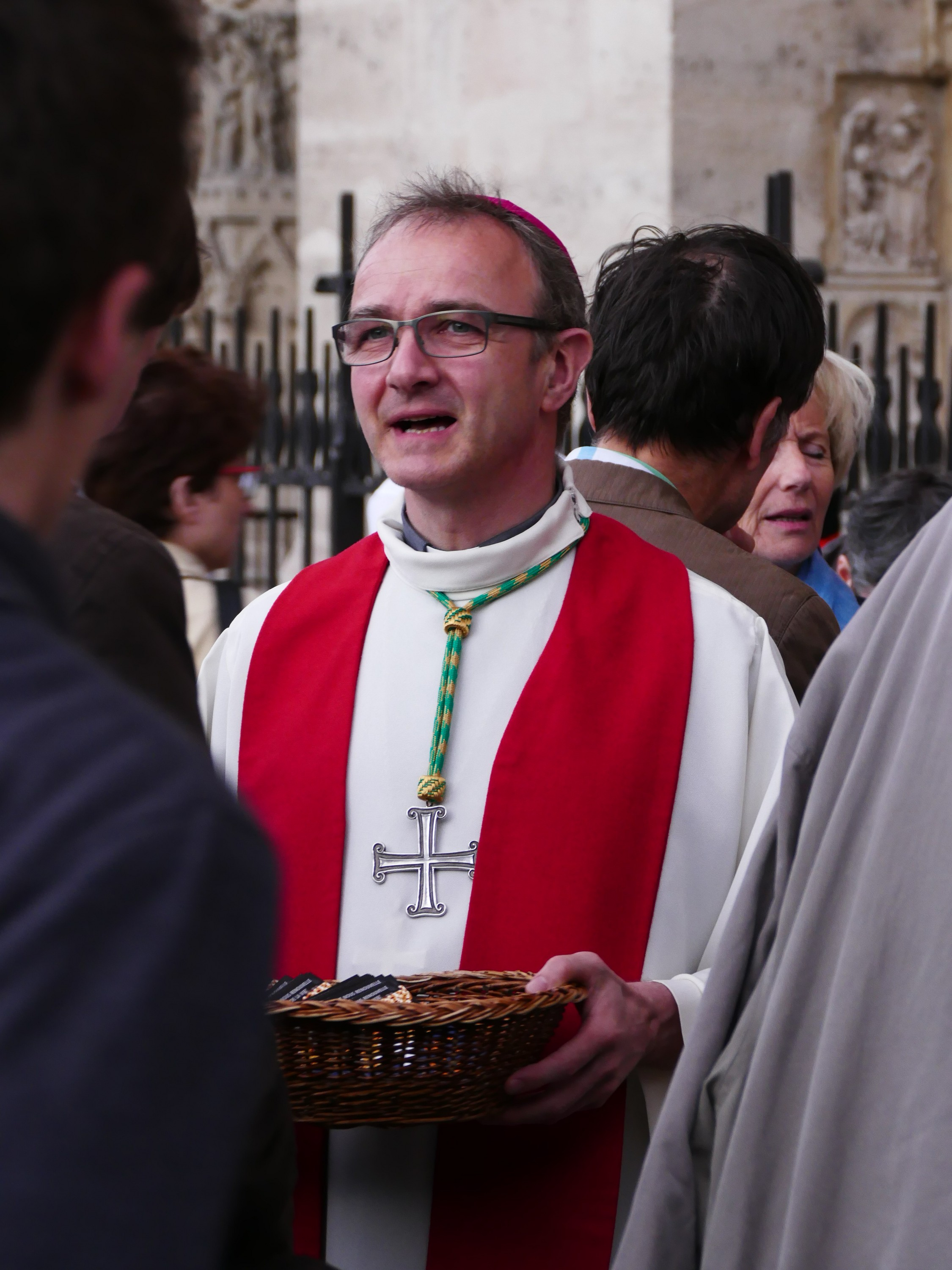
Weihbischof Thibault Verny (2017)

Wappen als Erzbischof von Chambéry

Thibault Verny (* 7. November 1965 in Paris, Frankreich) ist ein französischer Geistlicher und römisch-katholischer Erzbischof von Chambéry.

## Leben
Thibault Verny erwarb zunächst an der École supérieure de physique et de chimie industrielles de la ville de Paris einen Abschluss als Ingenieur und trat 1990 in das Priesterseminar in Paris ein. Seine Studien setzte er in Rom am Päpstlichen Französischen Priesterseminar fort und erwarb an der Päpstlichen Universität Gregoriana das Lizenziat in Dogmatik. Weihbischof Michel Pollien spendete ihm am 21. September 1997 in der Pariser Kirche Notre Dame de la Croix de Ménilmontant die Diakonenweihe. Am 27. Juni 1998 empfing er durch Jean-Marie Kardinal Lustiger in der Kathedrale Notre-Dame de Paris das Sakrament der Priesterweihe für das Erzbistum Paris.
Nach verschiedenen Aufgaben in der Pfarrseelsorge und als Dekan war er seit 2014 in der Berufungspastoral tätig. Im Jahr 2016 wurde er zum Generalvikar ernannt.
Am 25. Juni 2016 ernannte ihn Papst Franziskus zum Titularbischof von Lamzella und zum Weihbischof in Paris. Der Erzbischof von Paris, André Kardinal Vingt-Trois, spendete ihm und dem gleichzeitig ernannten Denis Jachiet am 9. September desselben Jahres in der Kathedrale Notre-Dame de Paris die Bischofsweihe. Mitkonsekratoren waren der Bischof von Versailles, Éric Aumonier, der Bischof von Soissons, Renauld de Dinechin, der Pariser Weihbischof Jérôme Beau und der Bischof von Blois, Jean-Pierre Batut. Sein Wahlspruch “Si scires donum Dei” (deutsch: „Wenn du die Gabe Gottes kennst“) stammt aus Joh 4,10 .
Am 11. Mai 2023 ernannte ihn Papst Franziskus zum Erzbischof von Chambéry. Bei der Mitteilung der Ernennung wurde zudem erwähnt, er sei gleichzeitig zum Bischof von Maurienne und Tarentaise ernannt worden. Beide Bistümer wurden allerdings bereits 1966 mit dem Erzbistum Chambéry vereinigt und damit als Bischofssitze aufgehoben. Die Amtseinführung fand am 27. August 2023 statt.
Seit dem 1. Juli 2022 ist Thibault Verny Präsident des Rates zur Prävention und Bekämpfung von Pädophilie (Conseil de prévention et de lutte contre la pédophilie (CPLP)) innerhalb der Französischen Bischofskonferenz. Papst Leo XIV. ernannte ihn am 5. Juli 2025 zusätzlich zum Präsidenten der Päpstlichen Kommission für den Schutz von Minderjährigen, der er zuvor bereits seit September 2022 als Mitglied angehört hatte.